# Rapporto ventilazione/perfusione
Il rapporto ventilazione/perfusione (rappresentato come V/Q) rappresenta il principale determinante della concentrazione di ossigeno nel sangue che esce dalla circolazione polmonare per raggiungere i tessuti attraverso il circolo sistemico.
È infatti facile intuire che la quantità di ossigeno presente nei capillari post-alveolari è determinata dalla quota di ossigeno che raggiunge gli alveoli nell'unità di tempo come conseguenza degli atti respiratori e dalla quantità di sangue che attraversa nell'unità di tempo i capillari alveolari per sottrarre ossigeno agli stessi alveoli. 
Esprimendo questo concetto come un'equazione dimensionale si può notare come il rapporto ventilazione/perfusione funzioni come indicatore di una grandezza espressa in termini di concentrazione (in questo caso la concentrazione di O2 nel sangue che fluisce nelle vene polmonari).
{\displaystyle V={\frac {g}{\min }};\ Q={\frac {l}{\min }}\Rightarrow {\frac {V}{Q}}={\frac {\frac {g}{\min }}{\frac {l}{\min }}}={\frac {g}{l}}}
V: ventilazione
Q: portata sanguigna
V/Q: rapporto ventilazione/perfusione
Normalmente il rapporto V/Q è una grandezza adimensionale, in quanto anche la ventilazione viene espressa in termini di portata (l/min).

## Effetti di V/Q sulla concentrazione di CO2e O2
Il rapporto V/Q influisce sulla concentrazione di tutti gli altri gas scambiati dall'organismo tra sangue e alveoli, compresa la [CO2]. Tuttavia a differenza della [O2] quest'ultima è molto meno influenzata dal rapporto V/Q rispetto alla semplice ventilazione. Questo fenomeno si spiega con le differenti proprietà di diffusione alveolo-capillare e di trasporto nel sangue dimostrate dai due gas. 
Infatti poiché la CO2 passa molto facilmente la barriera sangue/alveolo ed è presente prevalentemente libera (come bicarbonato o in forma solubile) nel sangue, l'entità della sua diffusione nello spazio alveolare varierà linearmente (per V non troppo basse) con la differenza di concentrazione tra alveoli e capillari, che è determinata prevalentemente dalla pressione parziale di CO2 a livello alveolare e quindi in ultima analisi dalla ventilazione. In altri termini, poiché la [CO2] nell'atmosfera è (di solito) estremamente bassa, un aumento della ventilazione determina un aumento del gradiente di CO2 a livello alveolo-capillare e un conseguente aumento lineare della quantità di CO2 eliminata. 
Questo meccanismo consente all'organismo di superare con una certa facilità numerose condizioni di ipercapnia. 
Viceversa per quanto riguarda la concentrazione ematica di O2 i meccanismi di compenso sono molto meno efficienti e questo deriva dal fatto che l'ossigeno è scarsamente solubile nel sangue e deve il raggiungimento delle elevate concentrazioni necessarie al rifornimento tissutale alla presenza dell'emoglobina. Quest'ultima lega l'ossigeno attraverso un meccanismo cooperativo determinando così una crescita non lineare della [O2] in risposta alla diffusione di O2 stesso dagli alveoli al sangue. 
Poiché inoltre il legame dell'emoglobina all'O2 è saturabile, oltre una certa pressione parziale di ossigeno a livello alveolare (e oltre il tempo necessario a completare la saturazione del legame=1/3 della lunghezza del capillare alveolare) non è più possibile ottenere incrementi significativi della concentrazione di ossigeno per quel volume di sangue che sta attraversando l'alveolo. Per incrementare (o per mantenere stabile) la [O2] ematica è dunque necessario un continuo apporto di sangue ed un'adeguata ventilazione alveolare a livello dell'intero sistema respiratorio. 
In altri termini se si instaura uno squilibrio tra il valore di V/Q di un distretto e quello di un altro distretto (disomogeneità del rapporto V/Q), un aumento della ventilazione è sufficiente a compensare la [CO2] nel sangue, mentre per compensare la [O2] è necessario il ripristino di un'omogeneità dei rapporti V/Q.
Questo processo di compenso può del resto anche avvenire al prezzo di valori assoluti di V o Q singolarmente abnormi. Ad esempio se una regione di polmone normalmente caratterizzata da un normale rapporto V/Q viene interessata da un processo patologico che porta ad un abbassamento del rapporto V/Q (ad es. per un deficit di ventilazione), le altre aree polmonari potranno compensare l'ipossiemia generata dalla patologia iniziale solo aumentando la propria perfusione e quindi in definitiva abbassando il proprio V/Q fino a renderlo omogeneo con quello della zona malata (il meccanismo non è efficientissimo in termini assoluti, ma si tratta appunto di un compenso). 
I processi di compenso dell'ipossiemia non sono però nella pratica tanto attivi quanto quelli di compenso dell'ipercapnia (che consistono nell'aumento della ventilazione) e questa condizione si spiega con la maggiore sensibilità dei meccanismi chemocettivi per la CO2 rispetto a quelli per l'O2.

## Alterazioni del rapporto ventilazione/perfusione
Alterazioni del rapporto V/Q compromettono significativamente il rifornimento di ossigeno ai tessuti e sono alla base della patogenesi della maggior parte delle malattie dell'apparato respiratorio. D'altra parte anche nel polmone sano è possibile riscontrare fisiologicamente variazioni significative del rapporto V/Q a seconda della regione di polmone considerata, della posizione del soggetto dello spazio e della presenza di una condizione di riposo o di sforzo.
- V/Q alti: il distretto polmonare interessato è adeguatamente ventilato ma ipoperfuso, oppure è normalmente perfuso ma iperventilato. A livello globale l'ipossiemia può svilupparsi poiché una quantità insufficiente di sangue si rifornisce di ossigeno da distribuire ai tessuti. Questa condizione è fisiologicamente propria degli apici polmonari e si riscontra in quadri patologici come l'embolia polmonare, l'enfisema e la bronchite cronica (come tentativo di compenso).

- V/Q bassi: il distretto polmonare interessato è normalmente perfuso, ma ipoventilato o normalmente ventilato e sovraperfuso. A livello globale l'ipossiemia può svilupparsi poiché una parte del sangue attraversa distretti privi di ossigenazione per poi mescolarsi al sangue ossigenato (che come detto non può iperossigenarsi per compenso). La presenza di V/Q bassi è fisiologicamente propria delle basi polmonari e si riscontra in quadri patologici come la bronchite cronica, l'asma e l'edema polmonare. La condizione estrema nella quale V/Q=0 è definita shunt e corrisponde alla presenza di una completa ostruzione di un alveolo o di una via aerea serviti da un determinato distretto vascolare. Contribuisce fisiologicamente allo shunt la quota di sangue venoso coronarico che attraverso le vene di Tebesio si scarica nel ventricolo sinistro, mentre dal punto di vista patologico hanno un effetto analogo allo shunt le fistole arterovenose o le anomalie del setto interventricolare.

### Variazioni fisiologiche: differenze loco-regionali
Il rapporto V/Q non assume valori uniformi in tutti i distretti del polmone. In particolare quando il soggetto si trova in posizione ortostatica gli apici polmonari presentano V/Q alti, mentre le basi del polmone hanno V/Q bassi. Questa disomogeneità non è dovuta al semplice aumento o diminuzione di uno dei due parametri, ma al fatto che sebbene sia la ventilazione che la perfusione migliorano man mano che si scende dagli apici alle basi, la perfusione aumenta in modo più significativo. Benché le basi polmonari presentino V/Q relativamente più bassi rispetto ai corrispondenti valori degli apici, esse si avvicinano maggiormente al valore ottimale per il raggiungimento di adeguate [O2] ematiche. Il principale fattore responsabile del crescere dei valori di V e Q dall'apice alla base del polmone è la forza di gravità (infatti in posizioni diverse da quella ortostatica i rapporti V/Q cambiano). 
Per quanto riguarda la ventilazione la forza di gravità fa sì che il peso del polmone renda la pressione intrapleurica a livello delle basi più alta (meno negativa). Questo causa a sua volta una riduzione del volume degli alveoli a livello della base polmonare. Tuttavia a volumi di riposo più bassi il parenchima polmonare gode di una più alta cedevolezza o compliance (è più facilmente espandibile) e quindi in grado di scambiare maggiori volumi gassosi. Al contrario a livello degli apici, sebbene la pressione parziale di O2 sia maggiore rispetto alle basi la ventilazione è meno efficiente poiché vengono mossi volumi minori a causa della ridotta distensibilità di quel distretto polmonare.
A livello perfusivo la forza di gravità fa sì che la colonna di sangue che attraverso le diramazioni delle arterie polmonari raggiunge i distretti superiori e inferiori del polmone, sviluppi una pressione idrostatica, che rispettivamente si oppone e si somma alla componente pressoria dovuta alla forza di eiezione del ventricolo destro. Quindi a livello degli apici la pressione risultante può essere insufficiente a determinare lo sviluppo del flusso (sostenuto unicamente dal ritorno venoso che fa capo all'atrio sinistro) o addirittura a prevenire il collasso delle strutture vascolari, mentre a livello delle basi il flusso risulta particolarmente intenso per l'elevata pressione totale.

### Variazioni patologiche

#### Broncopneumopatia cronica ostruttiva
La broncopneumopatia cronica ostruttiva (BPCO) è una condizione patologica caratterizzata da bronchite cronica ed enfisema. Queste due patologie infatti condividono come fattore eziologico comune l'esposizione prolungata ad agenti irritativi quali il fumo di sigaretta o inquinanti ambientali. Questi ultimi determinano lo sviluppo di uno stato infiammatorio che porta da un lato all'iperproduzione di muco e all'ostruzione delle vie aeree, dall'altro all'attivazione di neutrofili e macrofagi contro le strutture polmonari con conseguente distruzione (grazie a proteasi elastolitiche che alterano la matrice extracellulare) e allargamento degli spazi alveolari (enfisema). Entrambe queste condizioni sono poi responsabili di una alterazione degli scambi gassosi operati dall'albero respiratorio. I fenomeni ostruttivi compromettono la ventilazione di alcuni distretti e, sebbene dei meccanismi regolatori locali (non ben conosciuti) consentano un certo grado di vasocostrizione in risposta all'ipossia (vasocostrizione ipossica), una certa quota di sangue attraversa aree di polmone scarsamente ventilate. Queste ultime quindi sviluppano rapporti V/Q abnormemente bassi. Il sangue male ossigenato e ipercapnico che lascia i distretti ipoventilati si riversa ovviamente nel circolo sistemico provocando un abbassamento della [O2] ed un aumento della [CO2]. L'immediata risposta dell'organismo all'ipercapnia (registrata in modo molto sensibile grazie a chemocettori centrali e periferici) consiste in un aumento generalizzato della ventilazione. Questo meccanismo in effetti consente un efficace recupero della [CO2], mentre, a causa dello sviluppo di rapporti V/Q eccessivamente elevati a livello dei distretti sani, la [O2] viene controllata solo in parte. Contemporaneamente nelle zone enfisematose strutture alveolari molto grandi, che assorbono quindi una percentuale consistente della ventilazione, sono perfuse da una quantità di sangue insufficiente. Il rapporto V/Q risulta così eccessivamente elevato e buona parte della ventilazione viene sprecata. Nei casi in cui l'enfisema interessi unicamente gli apici polmonari, la diseguaglianza V/Q può essere in parte compensata da un intervento chirurgico di resezione degli apici polmonari, finalizzato a favorire l'espansione delle zone sottostanti.

#### Embolia polmonare
In questo caso la perfusione di uno o più distretti alveolari viene interrotta dalla presenza di un'ostruzione al flusso sanguigno. Il rapporto V/Q tende così all'infinito e buona parte della ventilazione viene sprecata.

#### Edema polmonare
Si tratta di un accumulo di liquido (trasudato o essudato) a livello alveolare in risposta a cause cardiogene o non cardiogene. Ovviamente la congestione degli alveoli limita la ventilazione fino ad abolirla. Si formano così delle aree di shunt (V/Q=0). Una particolare forma di edema polmonare è la sindrome da distress respiratorio acuto (ARDS).

#### Asma
L'asma è una malattia cronica caratterizzata da un'iperreattività del tratto respiratorio a vari stimoli esterni a causa dell'insediamento di un abbondante infiltrato linfocitario ed eosinofilo e dell'instaurarsi di un esteso network di citochine che autoalimenta un persistente stato di infiammazione subacuta. L'eccessiva reattività delle vie aeree è responsabile dell'insorgenza di episodi acuti di intensa broncocostrizione, aumento della produzione di muco e sviluppo di edema. Queste caratteristiche patogenetiche configurano l'asma come una patologia ostruttiva, che come tale porta quindi ad una riduzione (spesso generalizzata) della ventilazione e quindi ad un basso rapporto V/Q.